# Квантові гроші
Схема квантових грошей — це квантовий криптографічний протокол, який створює та перевіряє банкноти, стійкі до підробки . Він базується на принципі, що квантові стани не можуть бути повністю скопійовані ( теорема про заборону клонування ), що унеможливлює підробку квантових грошей шляхом включення квантових систем у їхній дизайн.
Концепція була вперше запропонована Стівеном Візнером приблизно в 1970 році (хоча вона залишалася неопублікованою до 1983 року)  і пізніше вплинула на розробку протоколів квантового розподілу ключів, які використовуються в квантовій криптографії.

## Схема квантових грошей Візнера
Схема квантових грошей Візнера була вперше опублікована в 1983 році  Формальний доказ безпеки з використанням методів напіввизначеного програмування було надано в 2013 році. 
На додаток до унікального серійного номера на кожній банківській банкноті (ці банкноти насправді більше схожі на чеки, оскільки для кожної транзакції необхідна верифікація в банку), існує низка ізольованих квантових систем із двома станами.  Наприклад, можна використовувати фотони в одній із чотирьох поляризацій: під кутами 0°, 45°, 90° і 135° до деякої осі, яка називається вертикаллю. Кожна з них є двостаціонарною системою в одному з двох базисів: горизонтальний базис має стани з поляризаціями під кутами 0° і 90° до вертикалі, а діагональний базис має стани під кутами 45° і 135° до вертикалі.
У банку ведеться облік усіх поляризацій і відповідних серійних номерів. На банкноті друкується серійний номер, але поляризації зберігаються в таємниці. Таким чином, в той час як банк завжди може перевірити поляризації, вимірявши поляризацію кожного фотона в правильному базисі, не вносячи жодних збурень, потенційний фальшивомонетник, який не знає базисів, не може створити копію поляризаційних станів фотона, оскільки навіть якщо він знає два базиси, якщо він вибере неправильний для вимірювання фотона, це змінить поляризацію фотона в пастці, і створена фальшива банкнота буде з цією неправильною поляризацією.
Для кожного фотона потенційний фальшивомонетник має ймовірність {\displaystyle 3/4} успіху в його правильному копіюванні. Якщо загальна кількість фотонів на банкноті становить {\displaystyle N}, дублікат матиме ймовірність {\displaystyle (3/4)^{N}} про проходження тесту перевірки банку. Якщо {\displaystyle N} велика, ця ймовірність стає експоненціально малою. Той факт, що квантовий стан не можна скопіювати, остаточно гарантується його доказом за допомогою теореми про заборону клонування, яка лежить в основі безпеки цієї системи.

## Практичні реалізації
Наразі квантові гроші практично не можна реалізувати за допомогою сучасних технологій, оскільки квантові банкноти вимагають зберігання квантових станів у квантовій пам’яті. В даний час квантова пам'ять може зберігати квантові стани лише протягом дуже короткого часу.